# Ecliptopera muscicolor
Ecliptopera muscicolor es una especie de polilla de la familia Geometridae. La especie fue descrita por primera vez por Louis Beethoven Prout en 1931 con distribución en India. El holotipo de la especie fue descrita en Darjeeling.